# Franz Olbricht

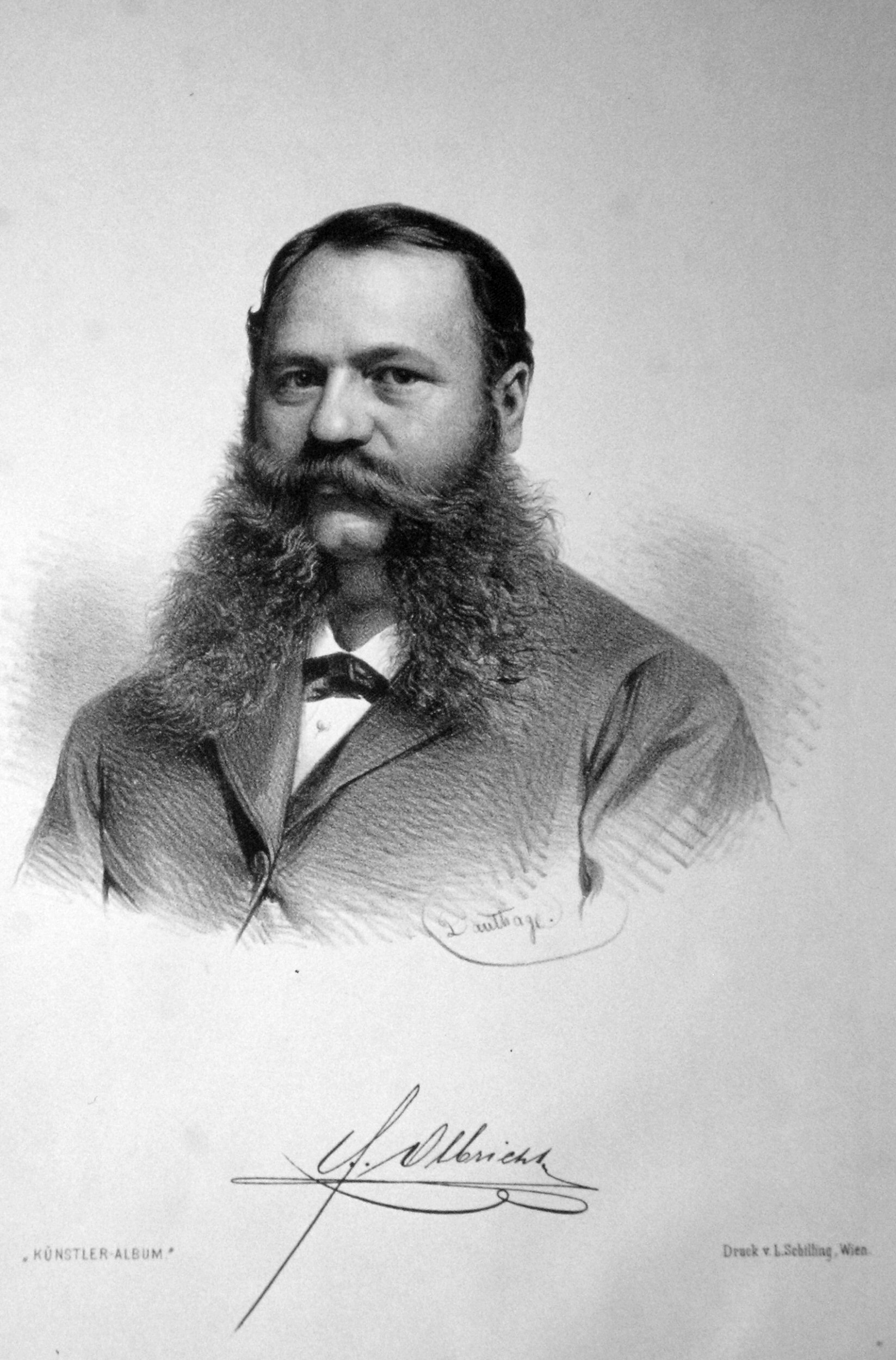
Franz Olbricht, Lithographie von Adolf Dauthage, um 1880

Franz Olbricht (* 10. März 1842 in Frain, Mähren; † 21. Juli 1907 in Wien) war ein österreichischer Architekt und Hofbaumeister.

## Biografie
Franz Olbricht kam bereits in jungen Jahren nach Wien, wo er die Realschule besuchte und anschließend eine praktische Bauausbildung erhielt. Theoretischen Unterricht bekam er bei verschiedenen Architekten und Baumeistern wie Eduard Frauenfeld, Anton Baumgarten oder Josef Zeller. Durch Zielstrebigkeit gelang es ihm, sich vom einfachen Polier bis zum Baumeister emporzuarbeiten. 1873 fand er in Ferdinand Dehm, der eine ähnliche Laufbahn absolviert hatte, einen kongenialen Partner. Beide gründeten die gemeinsame Firma Dehm & Olbricht, die sehr erfolgreich tätig war und bis heute existiert. Sie entwarfen selbst Gebäude, waren aber auch ausführend tätig. Durch den Besitz eigener Ziegelwerke bei Wien konnte man entsprechend günstig arbeiten. Nachdem Olbricht einen Schlaganfall erlitten hatte und fortan gelähmt war, zog er sich aus der Firma zurück und übergab sie seinem Sohn Franz Olbricht jun. Nach seinem Tode wurde er hochgeehrt (Ritter des Franz-Joseph-Ordens) auf dem Weidlinger Friedhof bei Wien beigesetzt.

## Bedeutung
Franz Olbricht baute so gut wie ausschließlich nur gemeinsam mit Ferdinand Dehm. Ihre Bauten entsprachen dem Historismus, wobei die anfänglich strengeren Renaissanceformen allmählich dem dekorativeren Neobarock wichen. Nach dem Auftreten Otto Wagners wurden dessen Gestaltungsprinzipien ebenfalls rezipiert und es entstanden fortan neobarocke Gebäude mit secessionistischen Motiven (sogenannte Wiener Moderne Schule).

## Werke

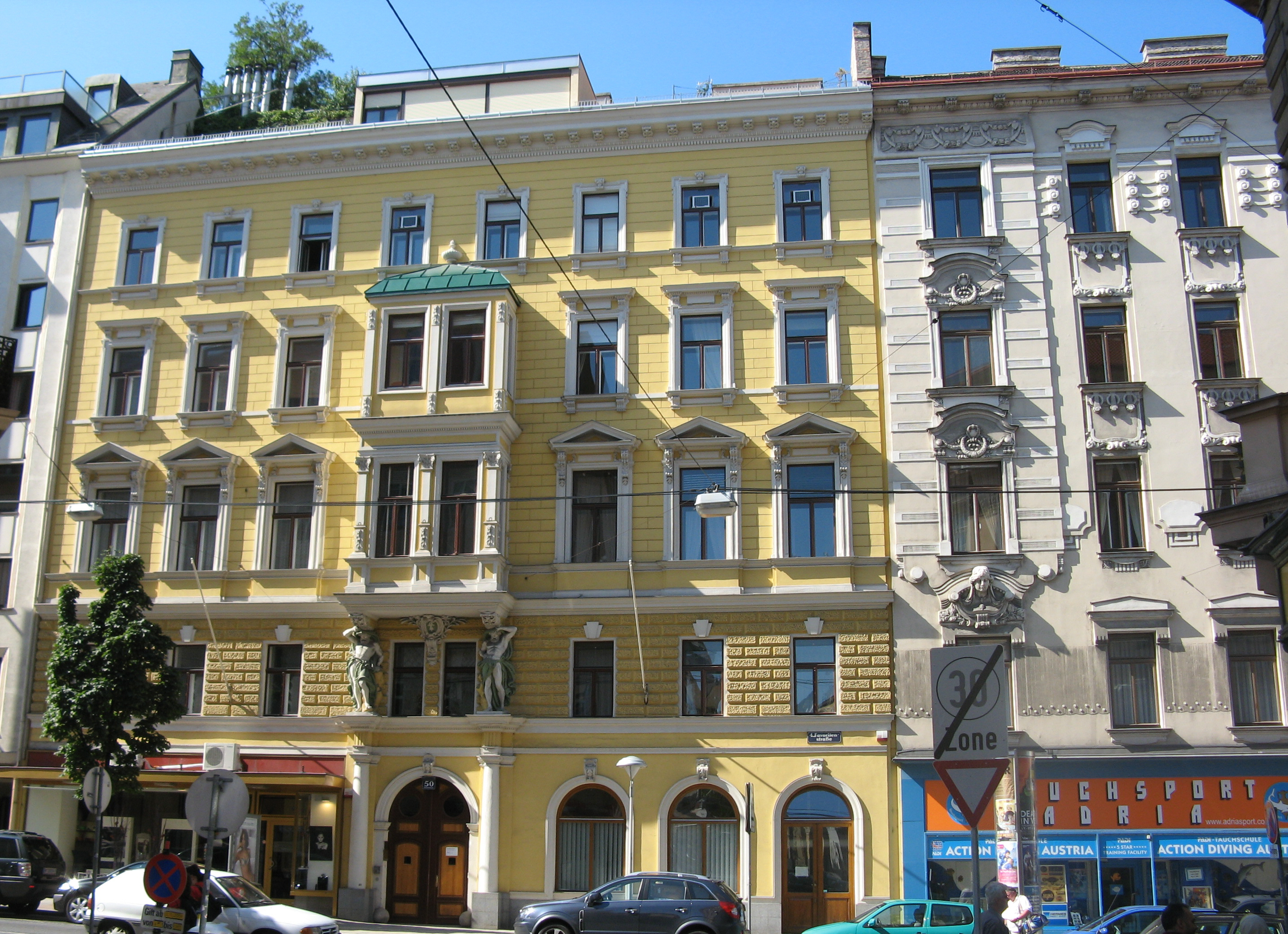
Haus Favoritenstraße 50 (1882) von Dehm und Olbricht

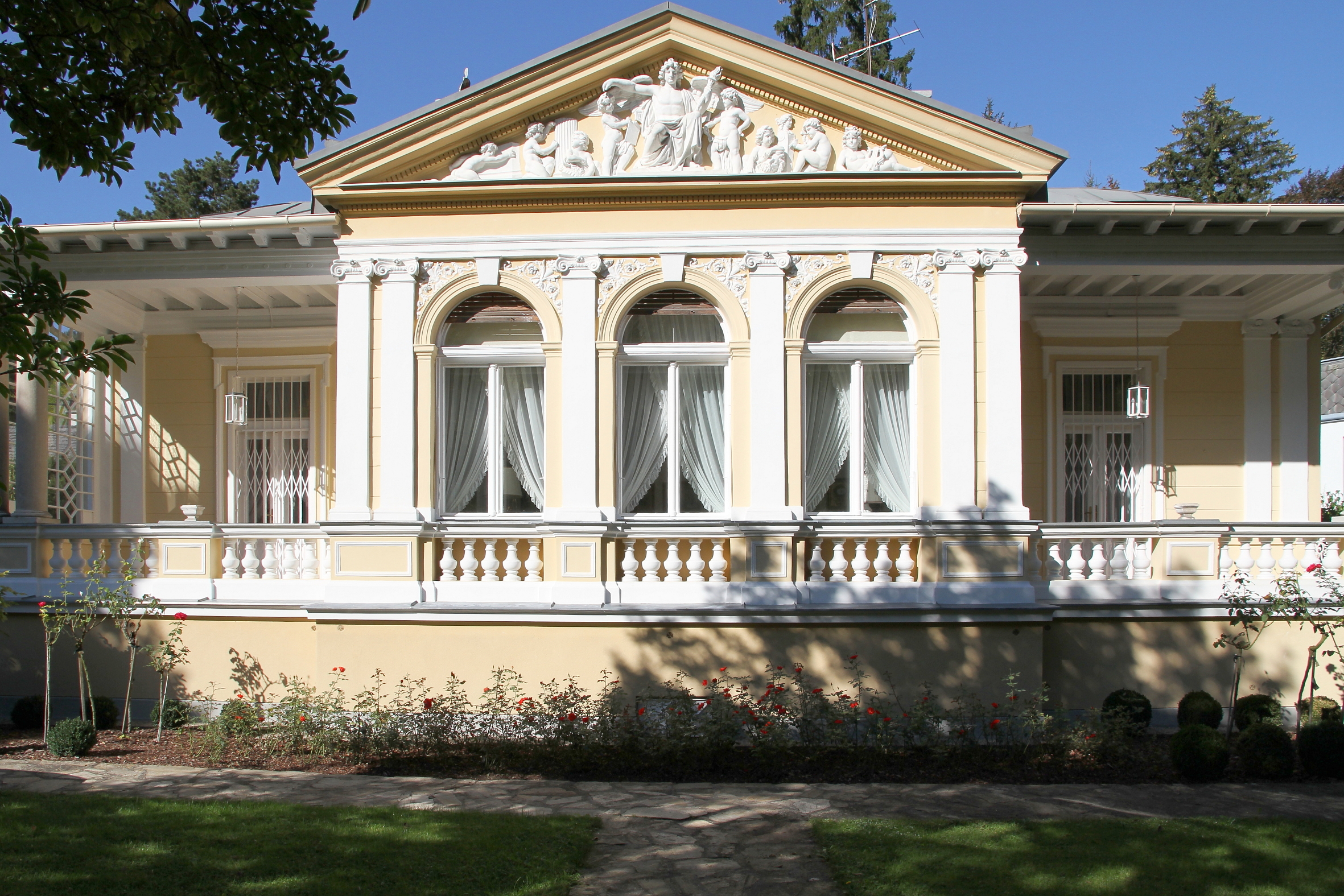
Villa Olbricht (1899) von Olbricht

- Miethaus, Metternichgasse 9, Wien 3 (1868)
- Villa, Hauptstraße 48, Weidling (1873)
- 1. Karolinen-Kinderspital, Schubertgasse, Wien 9 (1878), nicht mehr existent
- Wohnhaus, Schlüsselgasse 3, Wien 4 (1882)
- Wohnhaus, Favoritenstraße 50, Wien 4 (1882)
- Franz-Joseph-Infanterie-Kaserne, Korneuburg (1882)
- Wohnhaus, Wohllebengasse 18, Wien 4 (1883)
- Umbau und Adaptierung des Jagdschlosses Mayerling für Kronprinz Rudolf (1883)
- Miethausgruppe, Kolingasse 5/Wasagasse 5–7/Hörlgasse 6, Wien 9 (1886)
- Miethaus Beatrix-Bad, Linke Bahngasse 9, Wien 3 (1888)
- Eisenbahnstrecke Sigmundsherberg–Hadersdorf 44 km (1888–89)
- Wohn- und Geschäftshäuser, Gumpendorfer Straße 114–114a, Wien 6 (1891)
- Miethaus, Fischerstiege 10, Wien 1 (1892)
- Wohnhäuser, Messenhausergasse 3 und 5, Wien 3 (1893)
- Wohn- und Geschäftshaus, Tuchlauben 18, Wien 1 (1894)
- Wohn- und Geschäftshaus, Habsburgergasse 6–8, Wien 1 (1897)
- Wohn- und Geschäftshaus Moserhof, Tuchlauben 14, Wien 1 (1898)
- Villa Olbricht, Hauptstraße 52, Weidling (1899)
- Wohn- und Geschäftshaus, Fleischmarkt 14, Wien 1 (1899)
- Wohn- und Geschäftshaus, Julius-Tandler-Platz 4, Wien 9 (1899–1901)
- Miethaus, Glasergasse 11, Wien 9 (1900)
- Wohn- und Geschäftshaus, Währinger Gürtel 166, Wien 9 (1900)